# Carnaíba (ort)
Carnaíba är en ort i Brasilien.   Den ligger i kommunen Ibimirim och delstaten Pernambuco, i den östra delen av landet, 1 400 km nordost om huvudstaden Brasília. Carnaíba ligger 379 meter över havet och antalet invånare är 6 019.
Terrängen runt Carnaíba är platt. Närmaste större samhälle är Ibimirim, 17,9 km norr om Carnaíba.
Omgivningarna runt Carnaíba är huvudsakligen savann. Runt Carnaíba är det mycket glesbefolkat, med 4 invånare per kvadratkilometer.